# San Antonio Palopó
San Antonio Palopó är en kommunhuvudort i Guatemala.   Den ligger i departementet Departamento de Sololá, i den sydvästra delen av landet, 70 km väster om huvudstaden Guatemala City. San Antonio Palopó ligger 1 766 meter över havet och antalet invånare är 3 588. Den ligger vid sjön Lago de Atitlán.
Terrängen runt San Antonio Palopó är varierad. Runt San Antonio Palopó är det tätbefolkat, med 343 invånare per kvadratkilometer. Närmaste större samhälle är Sololá, 10,7 km nordväst om San Antonio Palopó. I omgivningarna runt San Antonio Palopó växer huvudsakligen savannskog.